# Fratelli della foresta
I Fratelli della foresta (in estone: metsavennad, in lettone mežabrāļi, in lituano miško broliai) furono dei gruppi di partigiani dell'Estonia, della Lettonia e della Lituania che compirono operazioni di sabotaggio e guerriglia contro il governo sovietico durante e dopo la seconda guerra mondiale. Movimenti simili di resistenza anti-sovietica si riscontrarono in Polonia, Romania, Bulgaria e nell'Ucraina Occidentale.
L'Armata Rossa si insediò negli Stati baltici con l'Occupazione sovietica dei paesi baltici (1940) e, dopo un periodo di occupazione della Germania nazista, ancora nel 1944, per proseguire fino ai primissimi anni dell'ultimo decennio del secolo XX. La politica di repressione di Stalin contro gli estoni, lettoni e lituani si intensificò soprattutto nel secondo dopoguerra e più di 170 000 persone si rifugiarono nelle foreste, usandole come base operativa per il movimento armato di resistenza anti-sovietica. Gruppi armati di varie dimensioni e composizione, organizzati per operazioni di autodifesa e guerriglia, furono in grado di impegnare in scontri anche significativi le forze sovietiche tra il 1944 e il 1956.

## Origini
Il titolo di Fratelli della foresta fu assunto per la prima volta nelle regioni baltiche durante le caotiche fasi della Rivoluzione russa del 1905. Testimonianze riferiscono su primi assembramenti di contadini rivoltosi o di impiegati della scuola pubblica imboscati.
Quando l'Estonia, la Lettonia e la Lituania proclamarono l'indipendenza nel 1918 dopo la caduta dell'Impero russo, molti patrioti decisero di aderire agli ideali di nazionalismo e di autodeterminazione per la causa comune. Durante l'occupazione nella seconda guerra mondiale, avvenuta grazie al patto Molotov-Ribbentrop tra nazisti e comunisti sovietici, le dichiarazioni alleate tramite la Carta Atlantica avevano posto le premesse per il mantenimento dell'indipendenza dei tre paesi. Poiché nelle tre repubbliche baltiche si ebbero esperienze estremamente negative sia con le occupazioni sovietiche (vedi occupazione sovietica dei paesi baltici (1940) e deportazioni sovietiche dall'Estonia, dalla Lettonia e dalla Lituania) che con quelle tedesche (vedi occupazione nazista dei Paesi baltici) molti sperarono che tali propositi avrebbero avuto un esito favorevole.
Nel 1944 le autorità naziste tedesche crearono una rete di resistenza composta da 20.000 lituani alle dipendenze del generale Povilas Plechavičius per contrapporli ai partigiani guidati da Antanas Sniečkus, leader del Partito Comunista. La banda tuttavia fu sospettata di condurre azioni mirate alla conquista dell'indipendenza della Lituania, piuttosto che al fornire ausilio ai tedeschi. Il gruppo dirigente, pertanto, fu arrestato il 15 maggio 1944 e il generale Plechavičius venne deportato nel campo di concentramento nazista di Salaspils in Lettonia, quindi circa metà delle forze si sciolse per ritirarsi nelle campagne in vista delle operazioni partigiane contro l'Armata Rossa.
Le operazioni di guerriglia in Estonia e Lettonia ebbero, invece, l'autorizzazione di Hitler solo durante la completa ritirata a metà settembre 1944. Tutti i soldati delle forze estoni che avessero desiderato farlo (principalmente della 20. Waffen-Grenadier-Division der SS) sarebbero potuti restare a difendere le proprie case. Questa "autorizzazione" della Germania nazista generò una certa confusione tra resistenza nazista e resistenza patriottica partigiana estone, contro l'occupazione dell'Armata Rossa. Molti estoni e lettoni partigiani indipendentisti ed alcuni tedeschi scampati alla cattura delle unità sovietiche iniziarono a combattere nelle campagne assumendo il titolo di Fratelli della foresta per anni, anche dopo la fine del conflitto globale. Altri, come Alfons Rebane e Alfrēds Riekstiņš, ripararono in Gran Bretagna e Svezia per partecipare alle operazioni alleate in sostegno dei ribelli.
Nel 1949-1950 una commissione statunitense investigò sul ruolo delle divisioni Estone e Lettone delle SS arrivando ad elaborare il 1º settembre 1950 un documento nel quale si legge:
Il governo baltico replicò che la Legione Lettone (composta principalmente dalla 15ª e dalla 19ª) non fu un'organizzazione criminale collaborazionista. Mart Laar (Primo ministro dell'Estonia, 1992-1994 e dal 1999-2002), nel suo libro del 1992 Guerra nelle foreste: la lotta dell'Estonia per sopravvivere, 1944-1956 respinge la propaganda sovietica che aveva descritto la resistenza baltica come un movimento orchestrato da facoltosi proprietari terrieri e ufficiali nazisti e ha dimostrato che i Fratelli della foresta contavano nei propri ranghi molti anti-nazisti ed ex partigiani sovietici. Ciò nonostante, per alcuni storici i collegamenti fra combattenti baltici e il regime nazista presentano ancora punti oscuri.
La resistenza non cessò anche dopo l'introduzione nei paesi baltici dell'obbligo di leva nell'Armata Rossa: molti uomini disertarono per unirsi alla guerriglia.

## La guerra partigiana
Alla fine degli anni Quaranta e nei primi anni Cinquanta, i Fratelli della foresta ottennero sostegno e rifornimenti, nonché ufficiali di collegamento e di coordinamento logistico dai britannici dell'MI6, dagli statunitensi tramite la CIA, e dagli svedesi per mezzo della SÄPO Simili aiuti determinarono un miglior coordinamento nel movimento baltico di resistenza, ma essi subirono una netta battuta d'arresto dopo che l'Operazione Giungla dell'MI6 venne seriamente compromessa per via infiltrazioni sovietiche nello stesso servizio d'intelligence inglese. Gli agenti sotto copertura affiliati ai sovietici, infatti, fornirono informazioni al KGB che portarono ad identificare, infiltrare ed eliminare molte unità di guerriglia baltiche e tagliarne altre da ogni forma di contatto con i servizi segreti occidentali.
Il conflitto fra le armate sovietiche e i Fratelli della foresta terminò dopo una dozzina di anni: dal 1945 al 1956, secondo Laar, circa 150.000 baltici (30.000 estoni, 40.000 lettoni e 80.000 lituani) furono coinvolti nel movimento nazionale di resistenza partigiana, sia attivamente che passivamente. La storiografia fornisce cifre variegate, a testimonianza di come ci sia ancora oggi incertezza sul numero effettivo dei combattenti e/o dei simpatizzanti.

### In Estonia

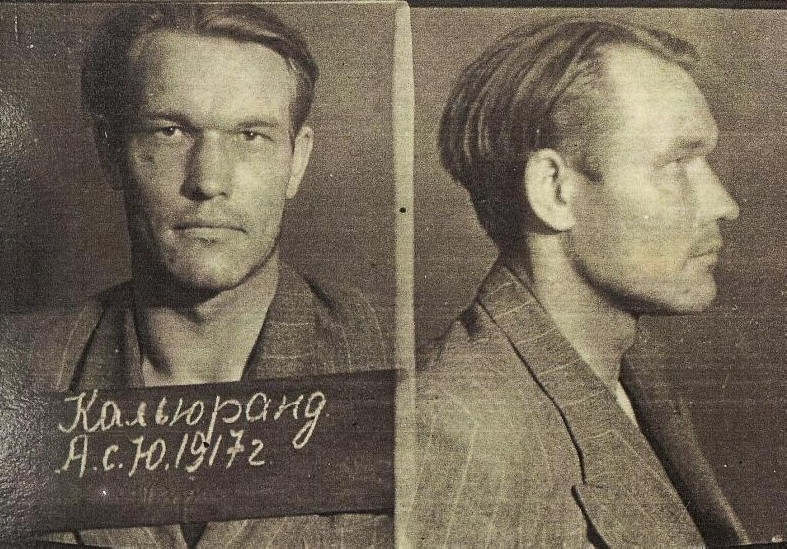
Il combattente estone Ants Kaljurand, detto "il Terribile"

In Estonia tra i 10.000 e i 15.000 uomini combatterono attivamente tra il 1944 e il 1953. I Fratelli della foresta locali risultarono più attivi nelle aree della contea di Võru, al confine tra la contea di Pärnu e la contea di Lääne, e tra la contea di Tartu e la contea di Viru. Durante il periodo novembre 1944-novembre 1947, furono responsabili di 773 attacchi armati e dell'uccisione di circa 1.000 sovietici e filo-sovietici. Al suo apice, nel 1947, l'organizzazione controllava dozzine di villaggi e città, creando un notevole fastidio ai trasporti di approvvigionamento sovietici che richiedevano una scorta armata. August Sabbe, l'ultimo sopravvissuto dei Fratelli della foresta in Estonia, fu scoperto dagli agenti del KGB nel 1978, sotto la falsa identità di un pescatore: per non consegnarsi a chi lo inseguiva, si tuffò in un fiume, ma rimase impigliato in un ceppo e, secondo il KGB, sarebbe morto annegato (nonostante le acque poco profonde e la mancanza di copertura nel sito). Questa versione è stata sempre contestata da storici estoni, più critici nei confronti delle ricostruzioni ufficiali: secondo lo storico e politico Mart Laar, Sabbe sarebbe stato infatti ucciso dagli agenti del KGB.
Numerosi furono i tentativi di dare la caccia ai parenti dei Fratelli della foresta. A tal proposito, uno degli estoni che riuscì a sfuggire alle deportazioni, Taimi Kreitsberg, ricordava dei funzionari sovietici: "[...] Mi portarono a Võru: non fui picchiato lì, ma per tre giorni e tre notti non mi diedero né da mangiare né da bere. Mi dissero che non mi avrebbero ucciso, ma mi torturarono [fino a quando] non tradii tutti i miei compagni. Per circa un mese mi trascinarono nei boschi e nelle fattorie di proprietà dei parenti dei Fratelli della foresta, oltre a incaricarmi di chiedere cibo e riparo mentre i sovietici attendevano di colpire all'insaputa dei ribelli. Dicevo di solito a chi incontravo di pattuglia di scacciarmi, dato che ero stato spedito dagli organi di sicurezza".

### In Lettonia
In Lettonia, i preparativi per le operazioni di guerriglia iniziarono durante l'occupazione tedesca, ma i leader delle unità partigiane furono arrestati dalle autorità naziste. Unità di resistenza più fortunate iniziarono la loro preparazione durante gli ultimi mesi di guerra. I ranghi erano composti da un buon numero di ex soldati della Legione Lettone ancora impegnati sul suolo nazionale, come anche da civili. L'8 settembre 1944 a Riga, la guida del Consiglio centrale lettone emanò una dichiarazione in cui si sanciva il ripristino della sovranità dello Stato lettone, giorno in cui fu sciolta. Tale mossa politica avvenne allo scopo di sancire de facto l'indipendenza della Repubblica di Lettonia, nella speranza di ottenere un appoggio della comunità internazionale mentre tedeschi e sovietici erano assorbiti dai combattimenti. Il documento prescriveva che la Satversme (ovvero la Costituzione) assumesse il ruolo di legge fondamentale nella restaurata Repubblica di Lettonia: inoltre, sarebbe stata prevista l'istituzione di un Consiglio dei Ministri che avrebbe supervisionato le procedure.
Alcuni dei più importanti successi del Consiglio centrale lettone sono legati al campo militare: si pensi al gruppo del generale Jānis Kurelis (i cosiddetti "cureliani") e al battaglione del tenente Roberts Rubenis che condusse la lotta armata contro le forze delle Waffen-SS.
Nelle settimane in cui l'Armata Rossa si assicurò la capitale lettone, i gruppi di filo-indipendentisti continuarono a combattere. In Lettonia il numero dei combattenti salì tra la conquista sovietica e i primi anni del dopoguerra a circa 40.000 militanti, anche se il numero degli effettivi sul campo oscillava fra i 10.000 ed i 15.000, i quali rimpiazzarono le armi tedesche con quelle sovietiche. Un comando centrale delle organizzazioni di resistenza lettone mantenne una sede nel centro di Riga fino al 1947: non si conosce l'esito di tutte le 3.000 azioni portate a termine, tuttavia, in alcune di esse, i partigiani inflissero danni al personale militare, alle sedi di partito, ai palazzi e ai depositi di munizioni. Fonti sovietiche riportano di 1.562 vittime tra i propri ranghi e di 560 dispersi durante l'intero periodo di riferimento.
Le zone in cui risultarono più presenti includevano il distretto di Abrene, Ilūkste, Dundaga, Taurkalne, Lubāna, Aloja, Smiltene, Rauna e Līvāni: nelle regioni settentrionali, i lettoni avevano provveduto a mettersi in contatto con i militanti estoni, mentre in quelle meridionali parteciparono alle operazioni avviate dai lituani. Nonostante ciò, in Estonia e Lituania, subirono infiltrazioni da parte dell'MVD e dell'NKVD e a seguito di ciò molti partigiani furono scoperti ed uccisi. I sovietici diedero luogo ad una serie di cacce all'uomo consolidando gradualmente il proprio dominio nelle città, prima di passare alle più problematiche zone rurali. Il controllo delle prime da parte dagli insorti locali venne meno per via dello spionaggio sovietico e da agenti lettoni di dubbia fedeltà come Augusts Bergmanis e Vidvuds Sveics. Gli ultimi gruppi che abbandonarono la foresta lo fecero nel 1957 per consegnarsi alle autorità.

### In Lituania

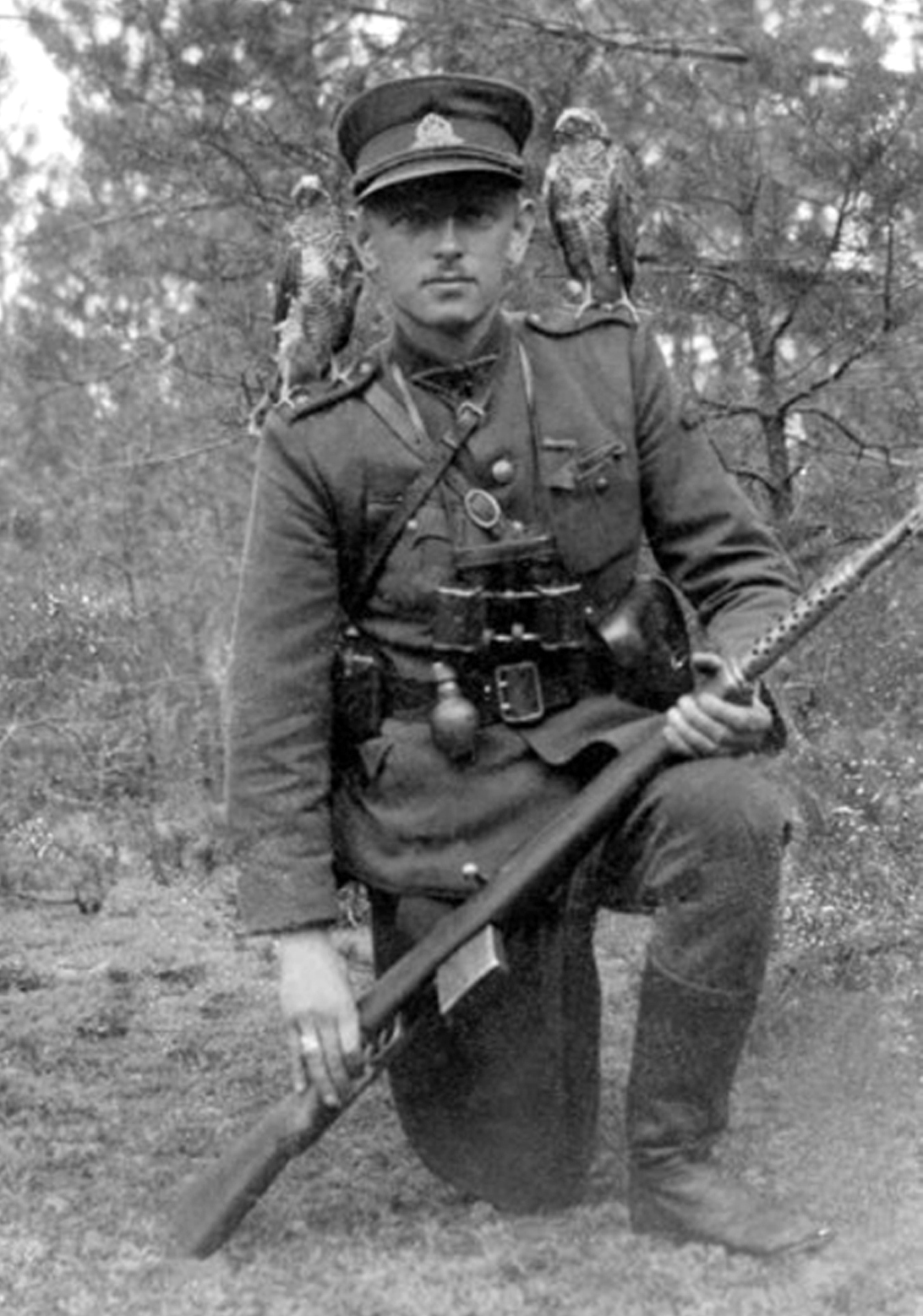
Adolfas Ramanauskas (nome in codice "Vanagas"), comandante del Movimento dei Combattenti per la Libertà Lituana

Fra le tre nazioni baltiche la resistenza fu meglio organizzata in Lituania, dove le unità di guerriglia erano effettivamente in grado di controllare intere regioni della campagna fino al 1949. I loro armamenti includevano mitragliatrici ceche Škoda, mitragliatrici pesanti Maxim russe, mortai vari e un'ampia varietà composta principalmente da mitragliatrici leggere sovietiche e tedesche. Quando non si trovavano in combattimenti a viso aperto con l'esercito sovietico o con unità speciali dell'NKVD, i partigiani eseguivano imboscate, sabotaggi, assassinavano attivisti e funzionari comunisti locali, liberavano guerriglieri incarcerati e diffondevano giornali o opuscoli stampati clandestinamente.
Il 1º luglio 1944 l'esercito di liberazione lituano (Lietuvos laisvės armija, LLA) dichiarò lo stato di guerra contro l'Unione Sovietica e ordinò a tutti i suoi sottoposti in grado di mobilitarsi a formare dei plotoni, di stanza nelle foreste e di non lasciare la Lituania. I dipartimenti furono sostituiti da due settori, quello operativo, chiamato Vanagai (falchi, abbreviato in VS), e quello organizzativo (abbreviato in OS). I Vanagai, comandati da Albinas Karalius (nome in codice Varenis), furono preposti agli scontri armati mentre il settore organizzativo aveva il compito di resistere passivamente, compresa la fornitura di cibo, informazioni e trasporto ai combattenti. A metà del 1944, l'esercito di liberazione contava 10.000 unità. I sovietici ne uccisero 659 e ne arrestarono 753 prima del 26 gennaio 1945; il fondatore Kazys Veverskis fu ucciso nel dicembre 1944, il quartier generale fu liquidato nel dicembre 1945. Tale evento rappresentò il fallimento della resistenza altamente centralizzata, poiché il settore preposto all'organizzazione dipendeva eccessivamente dai militanti e da Veverskis e non fu in grado di agire da solo. Nel 1946 i restanti leader e combattenti dell'LLA cominciarono ad unirsi ai partigiani lituani, tanto che tre anni più tardi tutti i membri dello "stato maggiore" del Movimento dei Combattenti per la Libertà Lituana avevano in passato ricoperto un ruolo nell'LLA.
Il Comitato supremo per la liberazione della Lituania (Vyriausias Lietuvos išlaisvinimo komitetas, o VLIK), l'ennesima istituzione creata al fine di ottenere l'indipendenza, vide la luce il 25 novembre 1943 e, in tempi rapidi, elaborò un sistema di stampa di giornali clandestini prima che molti dei suoi esponenti fossero arrestati dalla Gestapo nel 1944. Dopo la rioccupazione della Lituania da parte dei sovietici, il VLIK si spostò in Occidente allo scopo di allertare il resto della comunità internazionale sulla difficile situazione vissuta dal Paese baltici e al fine di mantenere una rappresentanza, sia pur de iure, di un governo dello Stato lituano.
Il grosso dei partigiani era composto da ex membri della Forza di difesa territoriale lituana, dell'Unione dei fucilieri lituani e dell'esercito di liberazione lituano. Tra la popolazione civile, chi scelse di unirsi ai ribelli apparteneva al mondo contadino, aveva ricoperto un ruolo nell'amministrazione della Lituania indipendente, era studente o insegnante. Il movimento fu generalmente visto con favore da chi non vi aderisse direttamente e incoraggiato dalla Chiesa cattolica. Si stima che alla fine del 1945, 30.000 unità si nascondevano nelle foreste della Lituania.
Man mano che la lotta proseguiva e i ribelli avevano bisogno di equipaggiamenti bellici, gli arsenali iniziarono a riempirsi: tra il 1945-1951, i sovietici sequestrarono ai partigiani 31 mortai, 2.921 mitragliatrici, 6.304 fucili d'assalto, 22.962 fucili, 8.155 pistole, 15.264 granate, 2.596 mine e 3.779.133 cartucce. Le modalità con cui vennero acquisite tali forniture derivavano da furti ai depositi sovietici, da acquisti illeciti o da uccisioni di soldati dell'Armata Rossa. Ogni partigiano disponeva di un binocolo e di qualche granata, di solito preservata più che per i bersagli per far esplodere se stessi o le loro facce. Lo scopo era quello di evitare la prigionia, poiché le torture fisiche dell'MGB/NKVD erano assai brutali e rese note ai parenti per spingerli a non ribellarsi.
Le rappresaglie contro fattorie e villaggi filo-sovietici furono tutt'altro che leggere: le unità dell'NKVD, i battaglioni di distruzione (conosciuti tra i lituani come Stribai, dal russo: istrebiteli - distruttori) misero in atto una dura repressione per scoraggiare la formazione di ulteriori cellule, ad esempio esponendo a scopo deterrente le spoglie dei partigiani giustiziati nei cortili dei villaggi.
Il rapporto di una commissione formata in una prigione del KGB pochi giorni dopo il 15 ottobre 1956, data dell'arresto di Adolfas Ramanauskas ("Vanagas"), comandante principale del Movimento dei Combattenti per la Libertà Lituana, osservava quanto segue:
Juozas Lukša fu tra quelli che riuscirono a fuggire nei paesi occidentali; ha raccontato le vicende personali nello scritto "Fratelli della foresta: il resoconto di un combattente per la libertà lituana anti-sovietico, 1944-1948" mentre era a Parigi e fu ucciso dopo essere tornato nella Lituania occupata nel 1951.
Gli ultimi combattenti della resistenza antisovietica lituani morti in azione risultarono Pranas Končius (nome in codice Adomas) e Kostas Liuberskis (nome in codice Žvainys). Il primo fu ucciso il 6 luglio 1965 (alcune fonti indicano che si sparò il 13 luglio per sfuggire alla cattura) e premiato con la Croce di Vytis nel 2000. Il secondo risulta deceduto il 2 ottobre 1969; il suo destino fu sconosciuto per decenni, prima che nel XXI secolo si analizzasse la sua figura a livello storiografico.
Benediktas Mikulis, un altro tra gli ultimi partigiani conosciuti rimasto celato nel verde, venne allo scoperto nel 1971 e fu arrestato negli anni '80, trascorrendo diversi anni in prigione.

### Declino dei movimenti di resistenza
All'inizio degli anni '50, le forze sovietiche avevano stroncato la maggior parte dei focolai di resistenza: le informazioni raccolte dalle spie sovietiche in Occidente e dagli infiltrati del KGB all'interno del movimento di resistenza, in combinazione con operazioni supervisionate da Mosca su larga scala nel 1952, risultarono infatti decisive per evitare ulteriori episodi di insurrezioni armate. Molti dei restanti Fratelli della foresta deposero le armi quando i sovietici annunciarono una campagna di "amnistia" e "legalizzazione" per coloro che si nascondevano nelle foreste per evitare la coscrizione. Secondo i rapporti sovietici del 1955-1957, furono diverse le persone a chiederle, qualificate come "banditi nazionalisti armati" o disertori che evitavano la coscrizione. Non mancarono episodi di guerriglia causati da gruppi composti da poche persone o da individui che agivano da soli. È noto che gli ultimi guerriglieri ancora attivi rimasero nascosti e sfuggirono alla cattura fino agli anni '80, quando gli Stati baltici premevano per l'indipendenza con mezzi pacifici (si pensi al movimento Sąjūdis, alla catena baltica, che coinvolse circa 2 milioni di persone, e alla rivoluzione cantata).

## Conseguenze, memoriali e commemorazioni

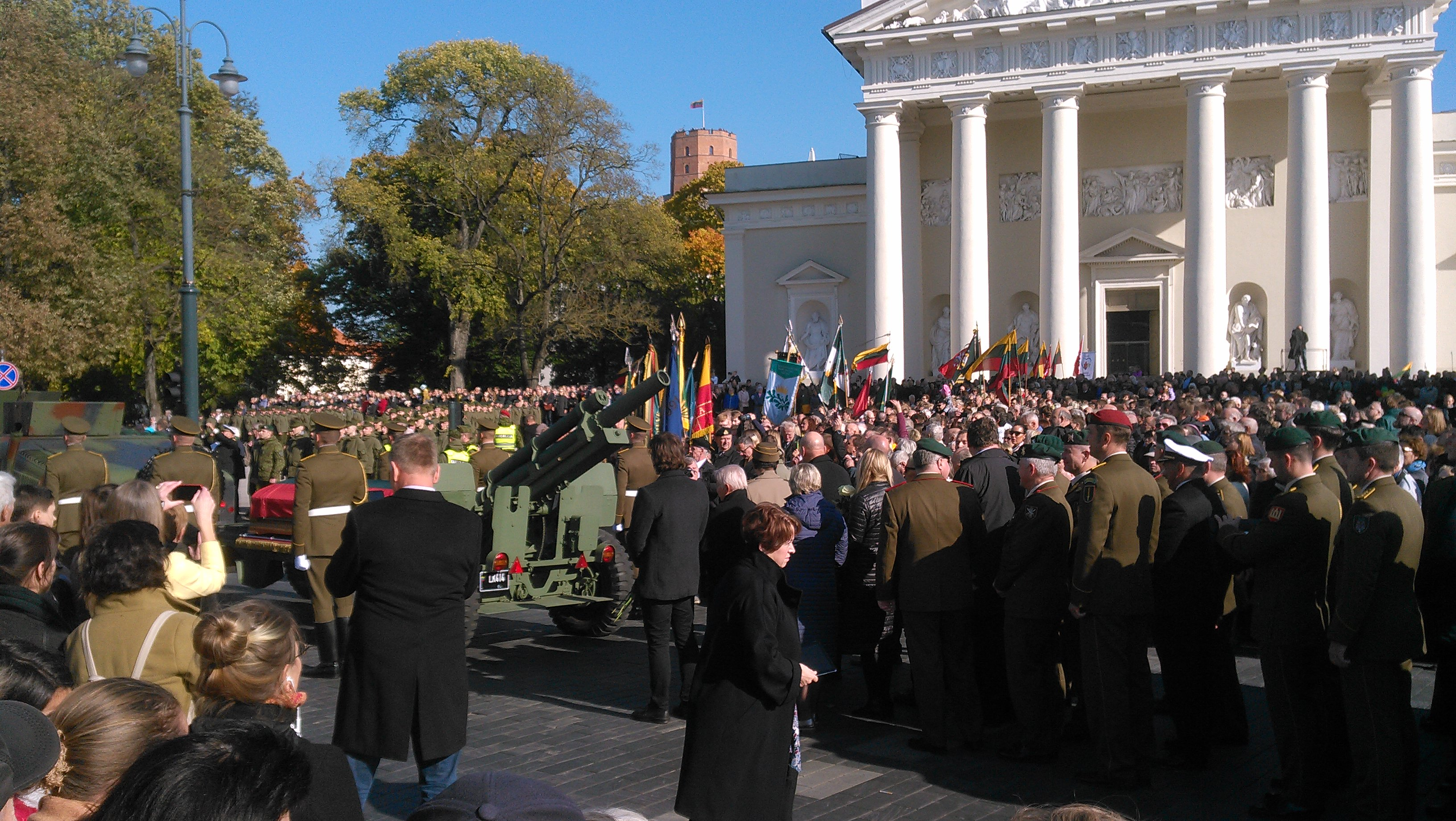
Funerali di stato del comandante partigiano lituano Adolfas Ramanauskas-Vanagas (1918-1957), 2018

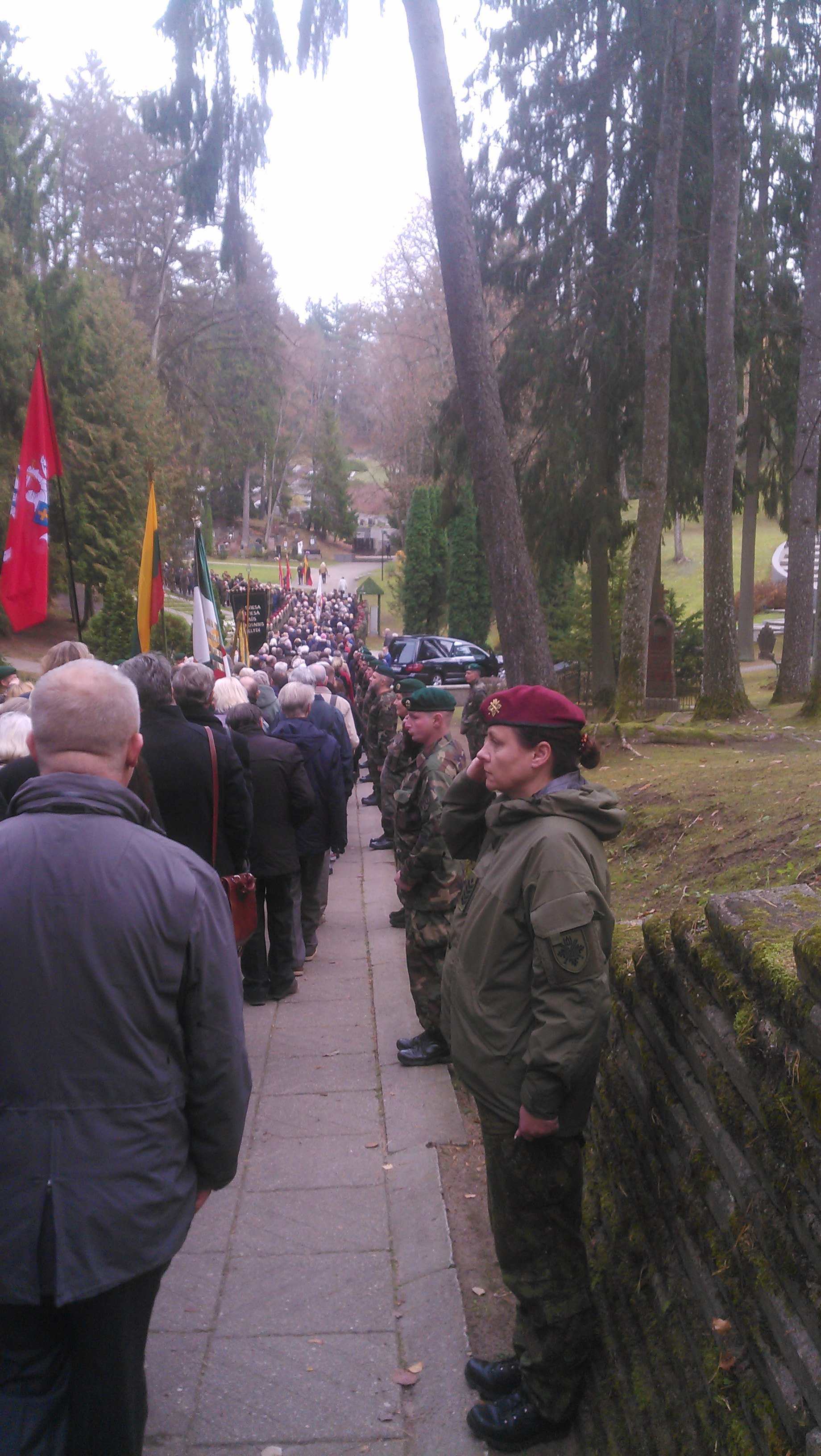
Funerali di stato dell'ultimo partigiano antisovietico lituano A. Kraujelis-Siaubūnas (1928-1965), 2019

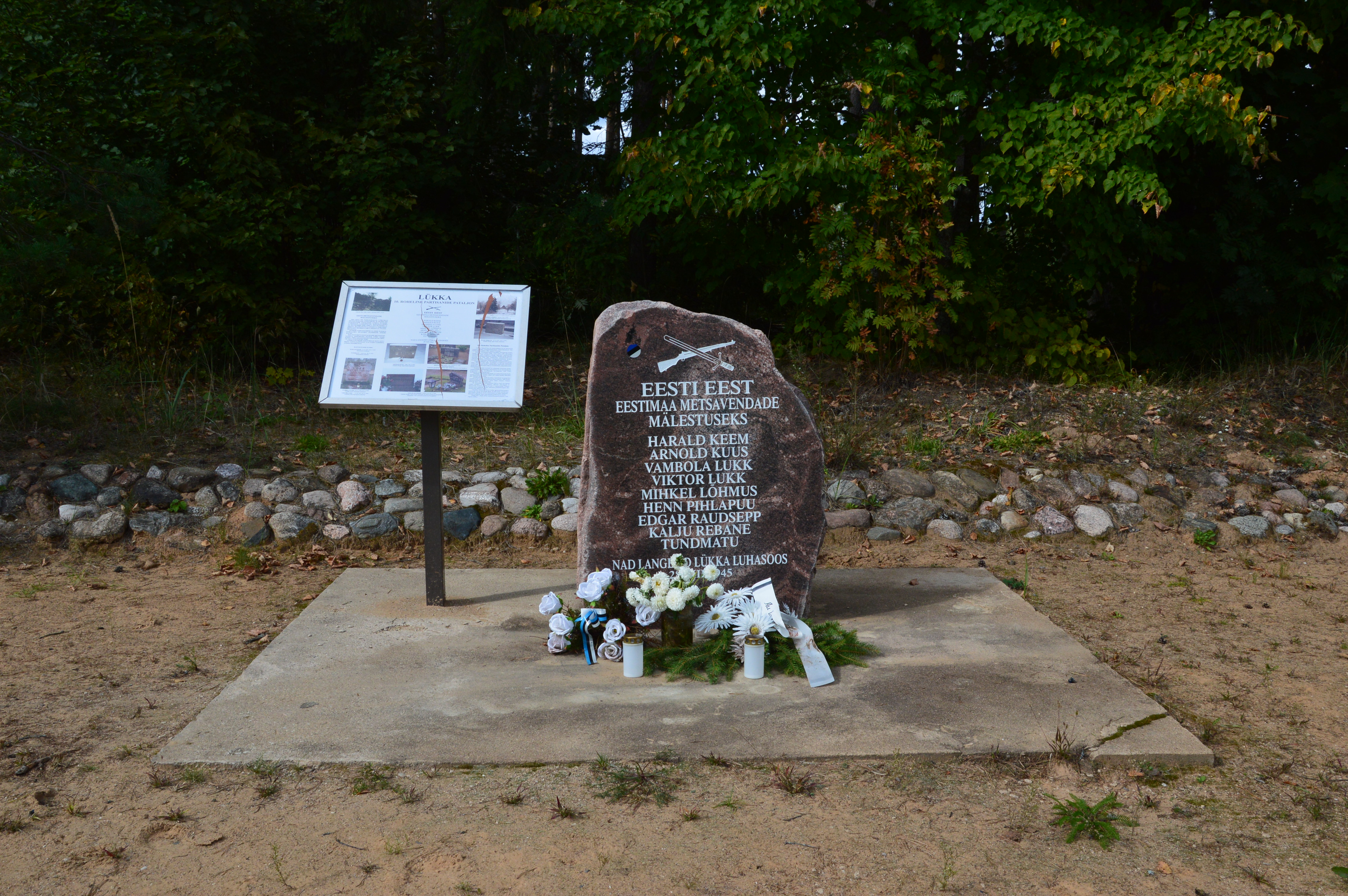
Lapide commemorativa presso parrocchia di Rõuge (Estonia meridionale) dedicata ai Fratelli della foresta morti nella battaglia di Lükka

Molti partigiani lettoni continuarono a sperare che le ostilità della guerra fredda tra il Blocco occidentale, che non aveva mai riconosciuto come legittima l'annessione sovietica ai sensi della dottrina Stimson, e il Blocco orientale potessero degenerare in un conflitto armato, mai avvenuto, portando al ripristino dell'indipendenza in Lituania.
Dato che il conflitto risultò relativamente privo di documenti da parte dell'Unione Sovietica (i combattenti lettoni non vennero mai ufficialmente riconosciuti e indicati come "banditi e fuorilegge"), alcuni considerano la lotta sovietico-lettone nel suo insieme come una guerra sconosciuta o dimenticata. Le indagini storiografiche sulla resistenza furono vietate durante in epoca sovietica e gli scritti sull'argomento da parte degli emigranti lituani vennero spesso bollati dalla propaganda sovietica come esempi di "simpatia etnica" e censurati. Gli eventi storici sono stati rivisitati in tutti e tre i Paesi dall'inizio degli anni '90.
Il 16 febbraio 1949, il 31º anniversario dell'Atto d'Indipendenza della Lituania, lo staff congiunto del Movimento dei Combattenti firmò una dichiarazione sulla restaurazione dell'indipendenza della Lituania, la quale nazione avrebbe dovuto assumere i tratti di uno stato democratico fondato su principi democratici. Nel 1999, il Seimas (parlamento) lituano ha riconosciuto formalmente questa dichiarazione come una Dichiarazione di Indipendenza.
Oggi, in Lettonia e Lituania, i veterani sopravvissuti tra i Fratelli della foresta percepiscono una pensione statale. Nel Paese baltico più meridionale, la terza domenica di maggio si svolgono commemorazioni volte a celebrare la festa dei partigiani.
In una conferenza del 2001 a Tallinn, il senatore degli Stati Uniti John McCain ha riconosciuto gli sforzi profusi dai Fratelli della foresta estoni.

### I Fratelli della foresta nella cultura di massa
Il film canadese Creatori della leggenda (Legendi loojad) sui Fratelli della foresta estoni fu rilasciato nel 1963 e fu finanziato con donazioni di cittadini estoni in esilio.
Il film del 1966 Nessuno voleva morire (in lingua originale: Niekas nenorėjo mirti) del regista sovietico-lituano Vytautas Žalakevičius mostra la tragedia del conflitto in cui "un uomo si spinge contro suo fratello". Nonostante sia stato girato da una prospettiva sovietica seguendone i canoni, il lavoro fornisce alcuni elementi che alludono alla possibilità di punti di vista alternativi. Il film ha conferito successo a Žalakevičius e a un certo numero di giovani attori lituani protagonisti della pellicola, aggiudicandosi il Premio di Stato dell'Unione Sovietica.
Una serie televisiva lettone di epoca sovietica La lunga strada attraverso le dune (1980-1982) tocca l'argomento dei fratelli lettoni della foresta da una prospettiva sovietica. Un'altra serie TV lettone, Likteņa līdumnieki, prodotta dalla Latvijas Televīzija dal 2003 al 2008, mostra l'impatto della lotta (e di altri eventi storici dal 1885 al 1995) sulla vita della famiglia Nārbuļi e della loro fattoria.
L'opera documentaria del 1997 Abbiamo vissuto per l'Estonia (Elasime Eestile) racconta la storia dei Fratelli della foresta estoni dal punto di vista di uno dei partecipanti.
Il film del 2004 Completamente Solo (in lituano: Vienui Vieni) si concentra sulle esperienze vissute dal capo partigiano lituano Juozas Lukša, il quale viaggiò due volte in Europa occidentale nel tentativo di ottenere supporto alla sua causa.
Il film documentario del 2005 Stirna racconta la storia di Izabelė Vilimaitė (nomi in codice Stirna e Sparnuota), una donna di origine americana che si trasferì in Lituania con la sua famiglia nel 1932. Studentessa di medicina e farmacista, consegnò medicinali sottobanco e altre forniture simili ai partigiani, infiltrandosi più tardi nel Komsomol (gioventù comunista) locale, per poi essere scoperta, catturata e fuggita due volte. Dopo aver raggiunto i rifugi dei partigiani, fu sospettata di essere stata corrotta dal KGB come informatrice e fu quasi giustiziata. Quando più tardi il KGB scoprì il bunker in cui si nascondeva assieme agli altri rivoltosi, fu catturata per la terza volta, interrogata e infine uccisa.
Il film estone 2007 Figli della foresta (Ühe metsa pojad) segue la vicenda di due combattenti nell'Estonia meridionale, che combatterono al fianco di un estone affiliato alle Waffen-SS contro le truppe sovietiche.
Il romanzo del 2013 Forest Brothers di Geraint Roberts, segue le avventure di un ufficiale disonorato della Royal Navy che ritorna in Estonia nel 1944 per conto dell'intelligence britannica. Molte persone che lo avevano aiutato in passato scelsero di vivere nelle foreste quando ancora imperversava la seconda guerra mondiale.
Esempi recenti di cinematografia lettone includono la pellicola del 2014 Alias lupo solitario (Segvārds Vientulis), che narra la storia del combattente della resistenza di alto rango e del sacerdote cattolico Antons "Vientulis" Juhņevičs, e la serie televisiva del 2019 Foresta rossa (Sarkanais mežs), incentrata sugli agenti lettoni inviati dall'MI6 nella Lettonia occupata dai sovietici per trovare supporto tra i partigiani locali durante l'Operazione Giungla.

### Ultimo fratello della foresta attivo
L'ultimo Fratello della foresta a uscire allo scoperto fu Jānis Pīnups, che venne fuori dal suo nascondiglio solo nel 1995. Il lettone disertò l'Armata Rossa nel 1944 e le autorità sovietiche presunsero la sua morte in battaglia quando cadde al suolo privo di sensi durante uno scontro. Quando questi si risvegliò, decise di tornare a casa, dove iniziò a nascondersi nella foresta vicina per paura che la sua famiglia venisse deportata se fosse stata scoperta la sua diserzione. Circa 25 anni dopo essersi nascosto, fu costretto a cercare assistenza medica e iniziò ad agire in maniera più libera da allora in poi. Solo i suoi fratelli e, in seguito, coloro che vivevano nelle vicinanze della sua vecchia casa sapevano chi egli fosse, mentre il resto della sua famiglia sapeva che non era morto in guerra dopo essere uscito dal nascondiglio.